# Culicoides nuntius
Culicoides nuntius är en tvåvingeart som beskrevs av Cambournac 1970. Culicoides nuntius ingår i släktet Culicoides och familjen svidknott.
Artens utbredningsområde är Portugal. Inga underarter finns listade i Catalogue of Life.